# William H. Ziegler
William H. Ziegler (Filadèlfia, Pennsilvània, 4 de setembre de 1909 - Encino, Califòrnia, 2 de juliol de 1977) va ser un muntador de cinema estatunidenc. Va editar més de 100 pel·lícules durant la seva llarga carrera, destacant The Music Man, My Fair Lady i Strangers on a Train. També va editar diversos curtmetratges de The Gang.